# O Velho e o Mar (filme)
The Old Man and the Sea (bra/prt: O Velho e o Mar) é um filme estadunidense de 1958, dos gêneros aventura e drama, dirigido por John Sturges, com roteiro de Peter Viertel baseado no romance homônimo de Ernest Hemingway.

## Sinopse
Velho pescador cubano que só tem como amigo um garoto que lhe traz refeições e ouve suas histórias sobre beisebol, pesca sozinho um imenso Marlim que arrasta seu pequeno barco mar afora,em águas repletas de tubarões.

## Elenco
- Spencer Tracy (indicado ao Óscar)
- Felipe Pazos
- Harry Bellaver
- Don Diamond
- Don Blackman

## Prêmios e indicações
Oscar 1959
- Venceu
  - Melhor trilha sonora[3]
- Indicado
  - Melhor ator (Spencer Tracy)[3]
  - Melhor fotografia[3]

Globo de Ouro 1959
- Indicado
  - Melhor ator - drama (Spencer Tracy)[4]